# 살라미스 (키프로스)
살라미스(고대 그리스어: Σαλαμίς, Salamis)는 지중해 동부에 떠 있는 키프로스 섬의 동부 해안에 있던 마을이다. 현재는 북키프로스에 속하며, 파마구스타에서 북쪽으로 6km 떨어진 페디이오스 강 어귀에 위치해 있다. 전래에 의하면, 살라미스를 세운 이는 탈레몬의 아들인 테우케르였는데, 트로이 전쟁 이후 그는 집으로 귀환하지 못했는데, 형제였던 아이아스 복수를 하지 못했기 때문이었다.

## 역사

### 초기 역사
최초의 고고학적 발견은 기원전 11세기(후기 청동기 시대 3기)로 거슬러 올라간다. 키프로스의 구리 광석은 이 섬을 가장 초기의 무역로에서 필수적인 요지로 만들었으며, 그리스 암흑기 그리스 본토의 동방화 시기의 원천이었다고 발터 부르케르트는 1992년 가설을 주장했다. 카나아니테 단지 안의 아이들은 매장은 포이니케 인들의 존재를 가리키는 것이었다. 이 시기의 항구와 묘지가 발굴되고 있다. 이 마을의 존재는 이아드나나 왕국(당시의 키프로스) 중 하나라고 앗시리아의 기록에서도 언급되어 있다. 877년에 한 앗시리아 군이 최초로 지중해 해안에 도달했다. 708년에는 키프로스 도시의 왕들이 앗시리아의 사르곤 2세에게 경배를 했다.(부르케르트) 최초의 동전은 기원전 6세기에 주조되었으며, 페르시아의 원형을 따른 것으로 보인다.
고대 그리스 시대부터 번성했던 도시 국가로 로마 시대에는 성 바울이 1차 선교 여행으로 키프로스를 방문했을 때 살라미스와 서해안의 파포스에 들렀다. 4세기의 지진으로 파괴된 살라미스는 콘스탄티우스 2세에 의해 콘스탄티아(Constantia)로 재건되어 에피파니우스가 여기에서 주교를 맡았다. 그 후 이 마을은 쇠퇴하다가 7세기에는 아랍인의 공격을 받아 무아위야 1세에 의해 파괴되고 주민들은 현재 파마구스타로 이동했다.

## 갤러리

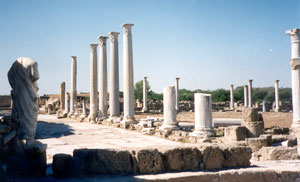
김나시온(공공 시설)의 흔적
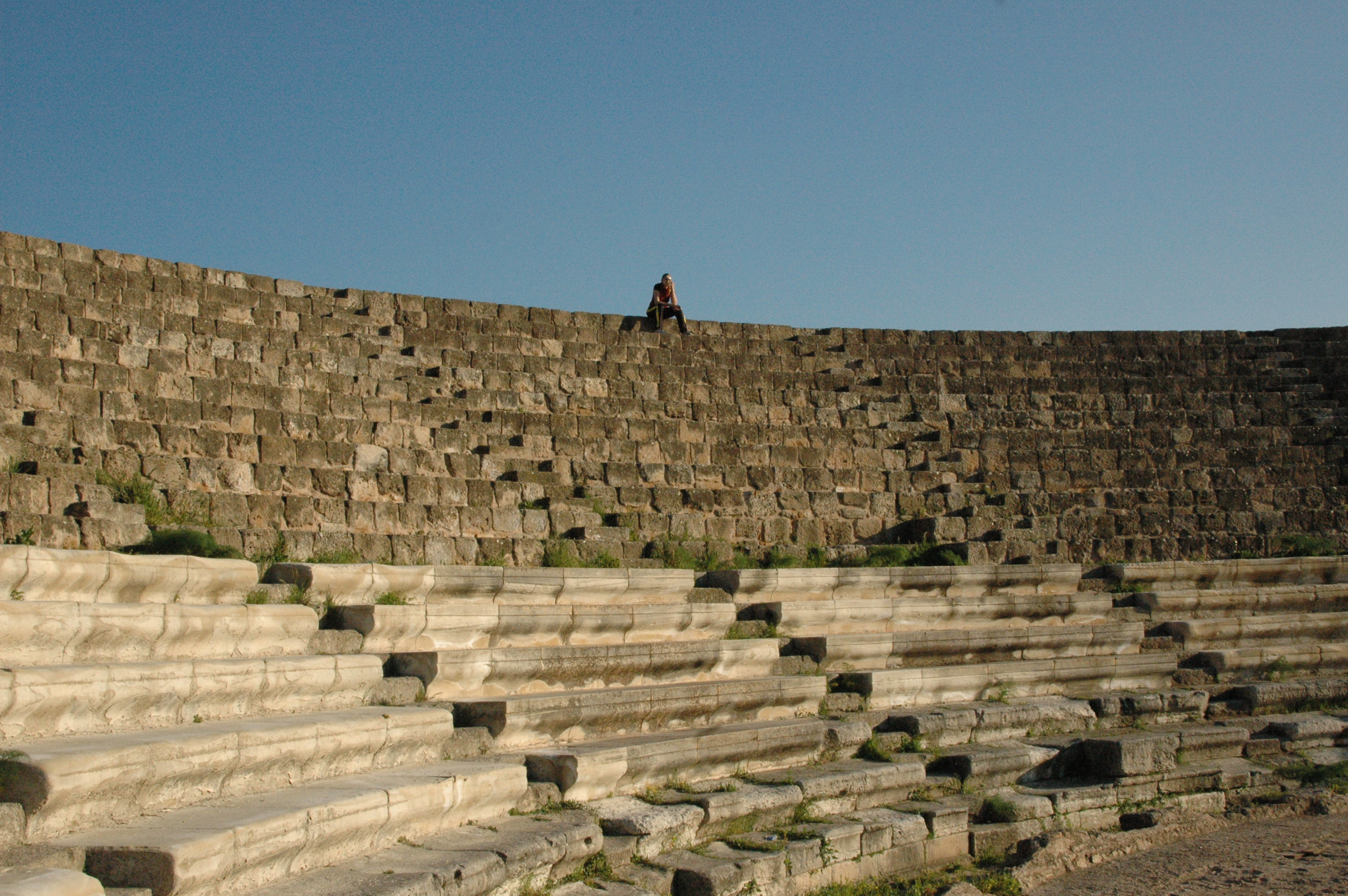
원형 극장 유적
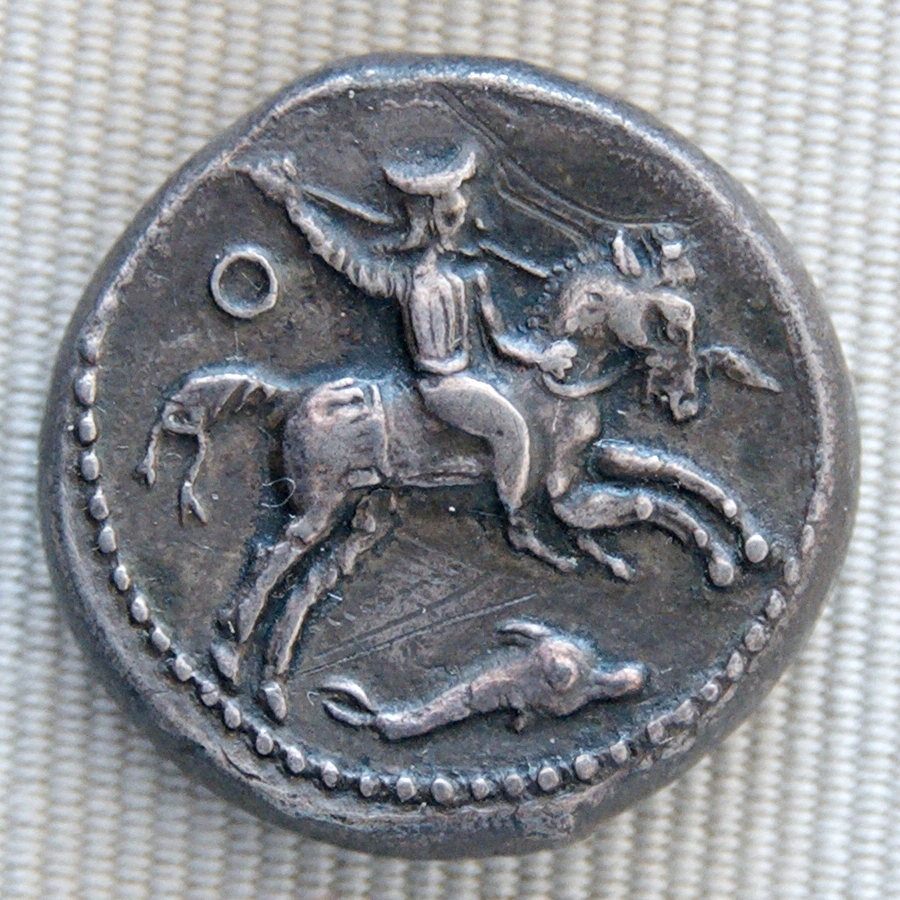
기원전 4세기의 동전
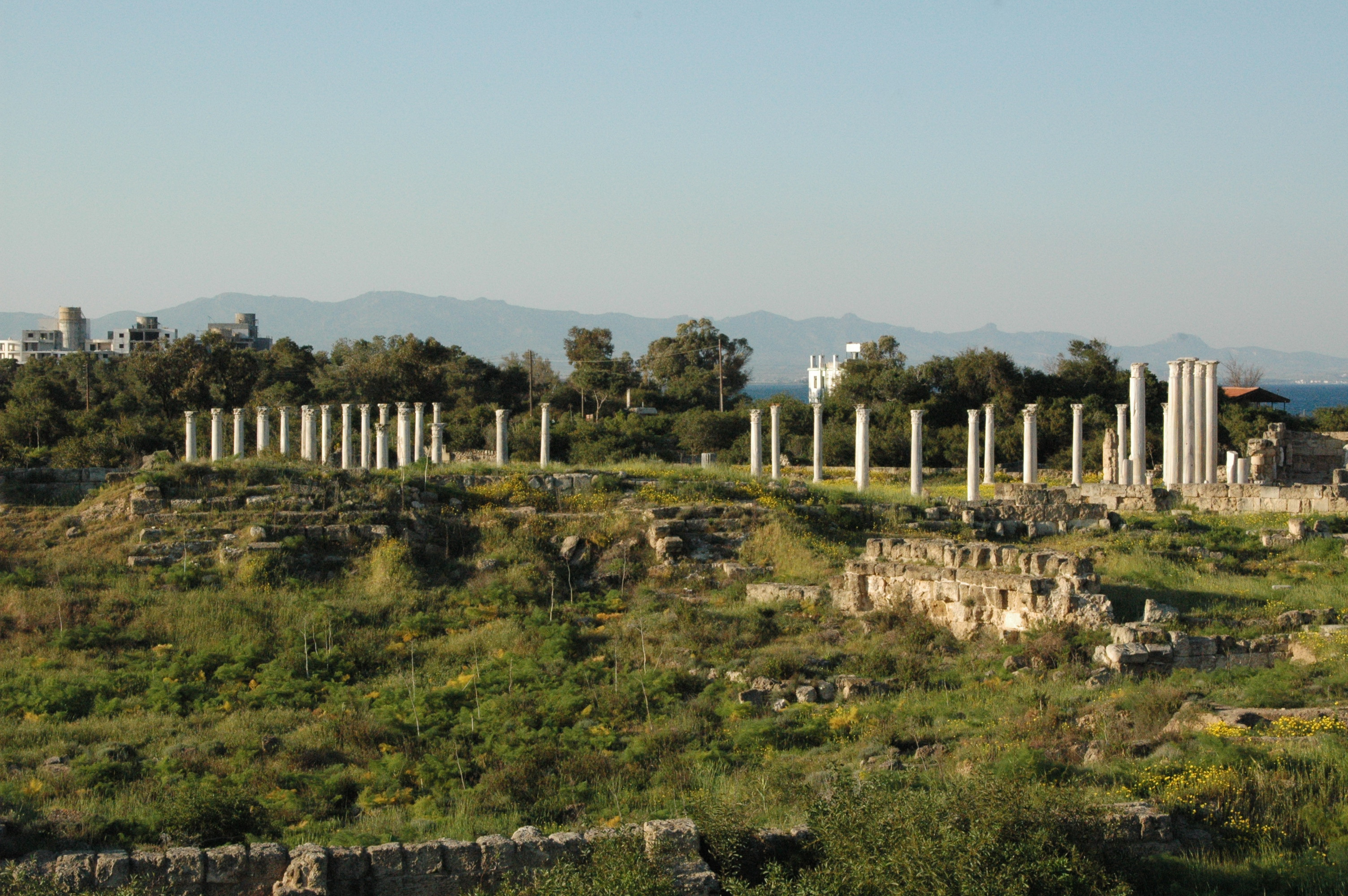
살라미스 유적지
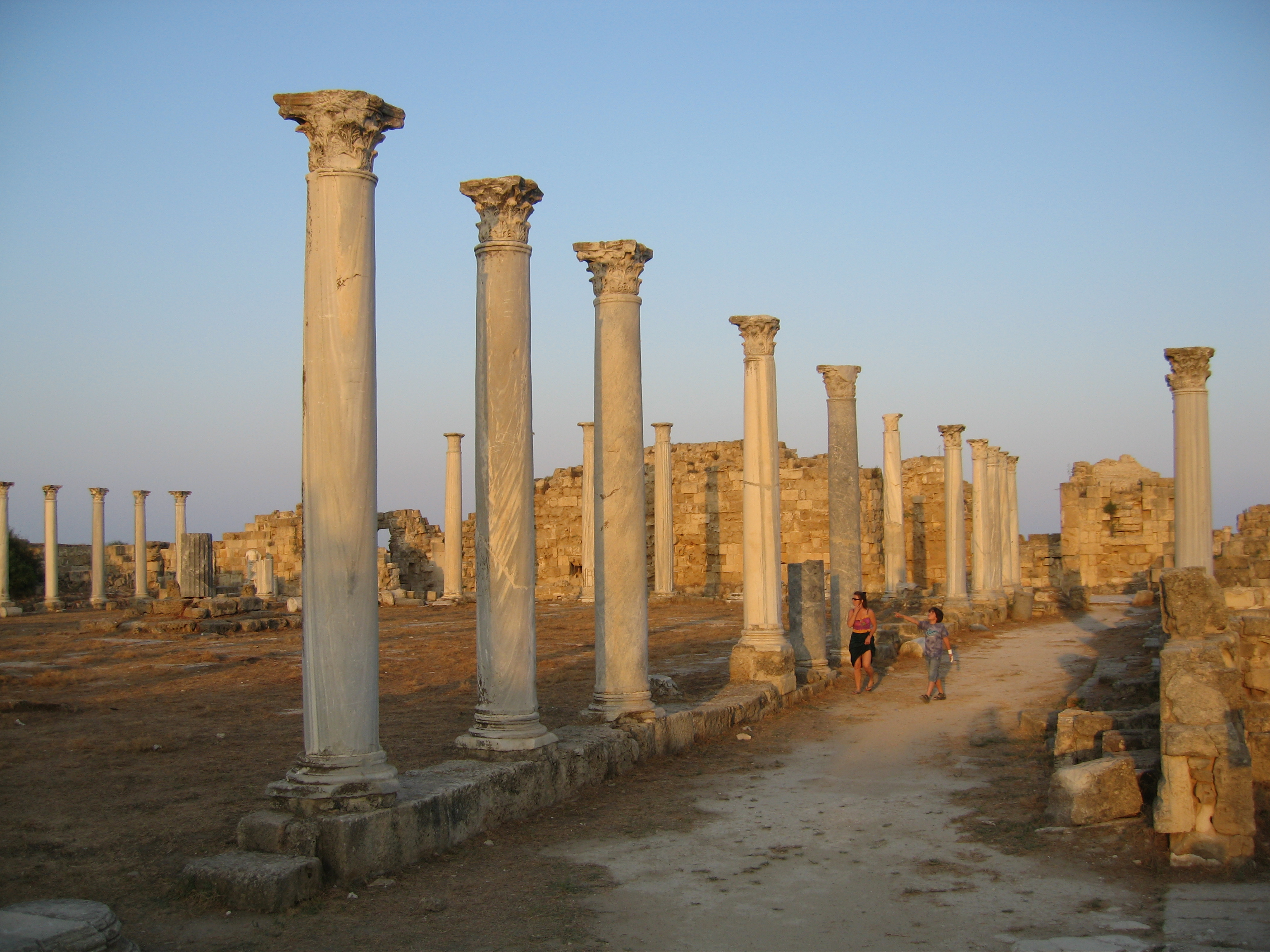
김나시온(공공 시설)의 흔적

## 같이 보기
- 콘스탄티우스 2세
- 살라미스 해전 (기원전 450년)
- 살라미스 해전 (기원전 306년)
- 키프러스 속주